# Die Kinder von Beirut
Die Kinder von Beirut (arabisch بيروت الغربية, DMG Bairūt al-ġarbiyya, internationaler Titel West Beyrouth) ist ein Coming-of-Age-Film des Autorenfilmers Ziad Doueiri aus dem Jahr 1998 über drei Teenager in Beirut zu Beginn des Bürgerkrieges 1975.

## Handlung
Im April 1975 bricht der Bürgerkrieg aus. Beirut ist entlang einer moslemisch-christlichen Grenze in Ost- und West-Beirut geteilt. Der Westen ist im Wesentlichen muslimisch, der Osten christlich. Tarek geht auf eine französische Schule und dreht Super-8-Filme mit seinem Freund Omar. Er rebelliert gegen die autoritäre Lehrerin. Zuerst ist der Krieg für sie ein Spaß: die Schule wird geschlossen, die Gewalt ist faszinierend und vom Osten in den Westen zu gelangen ist ein Spiel. Tareks Mutter möchte Beirut verlassen, aber sein Vater weigert sich.
Tarek verbringt viel Zeit mit May, einer christlichen Waise, die im selben Gebäude wohnt. Aus Versehen landet Tarek im berüchtigten Bordell im vom Krieg zerrütteten Oliven-Viertel der Stadt. Dort trifft er dessen legendäre Wirtin Oum Walid. Später bringt er auch Omar und May mit dorthin.
In Tareks Familie spannen sich die Verhältnisse an. Während er langsam älter wird, entwickelt sich der Krieg unaufhaltsam vom Abenteuer zur Tragödie.

## Kritik
Der US-amerikanische Aggregator Rotten Tomatoes erfasst 94 % wohlwollende Besprechungen und ordnet den Film dementsprechend als „Frisch“ ein.

„Das größtenteils autobiographische Debüt von Ziad Doueiri ist vorerst die lebenssprühende Geschichte dreier ungestümer Jugendlicher, eine bewegende und humorvolle Chronik des Erwachsenwerdens.“

„West Beyrouth ist einer der schönsten Filme zum Jugendlichsein der vergangenen Jahre, eine bewegende Chronik des Erwachsenwerdens und darüber hinaus ein besinnlicher Film zum Thema der Grenzüberwindung, der politischen, religiösen wie der kulturellen Grenzen.“

## Preise
- Prix François Chalais bei der Directors’ fortnight beim Cannes Film Festival (1998)
- FIPRESCI International Critics' Award beim Toronto International Film Festival (1998)
- Best First Film beim Carthage Film Festival (1998)
- Youth Jury Award beim Valladolid International Film Festival (1998)
- SAA Script Award beim Fribourg International Film Festival (1999)

## Belege
1. ↑  Die Kinder von Beirut. In: Rotten Tomatoes. Fandango, abgerufen am 27. Dezember 2024 (englisch, aggregiert aus 16 Kritiken).